# Padri
|  | No s'ha de confondre amb Padrí. |

Padri (derivat d'arang Pidari que vol dir "homes de Pedir" que eren els que feien el pelegrinatge a través del port de Pidïe a Aceh) fou un moviment de renaixement musulmà entre els minangkabau de Sumatra. El 1803 un padri de nom Hajj Miskin va proclamar la gihad i va ordenar vestir de blanc, seguir un puritanisme extrem i renunciar a l'opi i les begudes fortes; les dones havien de cobrir el rostre i els homes portar barba; les joies estaven prohibides i les cinc pregàries diàries eren obligatòries. Els seus seguidors es van apoderar de diversos pobles on van establir aquestes normes en gran part copiades del wahhabisme que havia vist en el pelegrinatge. Alguns dels caps locals van practicar una gran violència i el 1815, sota pretext d'una negociació, Tuanku Lintau, de Tanah Datar, va matar diversos membres de la família reial minangkabau. Alguns pobles que no es sotmetien foren cremats. Quan la victòria a tot el país minangkabau estava a tocar els holandesos van reocupar Padang, principal port del país. La família reial i caps hostils van pactar amb els holandesos (febrer de 1821) cedint el país a aquestos a canvi de lluitar contra els padri. La guerra Padri va durar de 1821 a 1838 i finalment les forces colonials van aconseguir el triomf. Un dels caps padri més destacats fou Tuanku Imam de Bonjol, que va resistir fins al 1837. Exiliat Imam, els darrers padris foren derrotats a Daludalu i el país va quedar dominat (1838).